# Oleg Roslavlev
Oleg Roslavlev (* 22. November 1921 in Tallinn; † 12. Januar 1978 in München) war ein Historiker.

## Leben
Roslavlev war der Sohn des Revaler Juristen Wladimir Roslavlev (* 1890 in Charkow; † 1945 in Eichstätt/Bayern).
Er besuchte die Domschule zu Reval. 1939 übersiedelte die Familie in Folge des Hitler-Stalin-Pakts von Estland nach Deutschland. In München studierte er an der Technischen Hochschule München und erwarb 1951 das Diplom. Im Hauptberuf war er ab 1958 als Ingenieur in der Straßenplanung und im Straßenbau tätig. Er betreute Projekte im Irak, in Pakistan und Lateinamerika.
Durch die Bekanntschaft seiner Familie mit dem Historiker Paul Johansen wurde früh sein Interesse an estnischer Geschichte geweckt. Er erforschte die Siedlungsgeschichte in Estland und veröffentlichte dazu Studien und Artikel. Sein Hauptinteresse galt dem Petserland (Petschory) und Südost-Estland. Von 1965 bis 1978 gab er die „Hefte zur Landeskunde Estlands“ heraus.
Seit 1972 war er korrespondierendes Mitglied der Baltischen Historischen Kommission.
Sein Nachlass befindet sich im Estnischen Nationalarchiv in Tallinn.

## Werke
Hefte zur Landeskunde Estlands, Hrsg. Oleg Roslavlev
- Das Dorpater Land 1624/27. // Heft 1, München 1965
- Das Pernauer Land 1624. // Heft 2, München 1967
- Die Revision Livlands 1601. Estnisches Siedlungsgebiet. // Heft 3, Wolfratshausen-Waldram 1967
- Die Revision Livlands 1638. Estnisches Siedlungsgebiet. II. // Heft 4, Wolfratshausen-Waldram 1969[5]
- Polnische Akten. 1. 1582–1591. // Heft 5, München 1970
- Polnische Akten. 4. 1583–1590. // Heft 6, München 1973
- Polnische Akten. 2. 1586–1616. // Heft 7, München 1973

Historische Landkarten Estlands im Archiv der Stiftung Preußischer Kulturbesitz
- Karte der Gutsgrenzen in Estland am Ende des 19. Jahrhunderts
- Karten von Estland: Kreis- und Rayongrenzen von 1939–1967
- Topographische Karten und die Siedlungsforschung von Estland. Fünf Karten mit Begleittext

## Nachweise
1. ↑  Deutsch-baltisches Gedenkbuch, S. 362
2. ↑  Oleg Roslavlev, Eesti asustusajaloo uurija (EE-RA - EAA.5392) - Archives Portal Europe. Abgerufen am 20. Februar 2019.
3. ↑  Eintrag im Archives Portal Europe, abgerufen am 17. Februar 2019
4. ↑  VAU - Local History. Abgerufen am 20. Februar 2019.
5. ↑  Die Revision Livlands 1638: estnisches Siedlungsgebiet. II (= Hefte zur Landeskunde Estlands. Nr. 4). O. Roslavlev, München 1969 (ester.ee [abgerufen am 20. Februar 2019]).
6. ↑  Oleg Roslavlev im Archiv der Stiftung Preußischer Kulturbesitz

| Personendaten    | Personendaten                 |
| ---------------- | ----------------------------- |
| NAME             | Roslavlev, Oleg               |
| KURZBESCHREIBUNG | estnisch-deutscher Historiker |
| GEBURTSDATUM     | 22. November 1921             |
| GEBURTSORT       | Tallinn                       |
| STERBEDATUM      | 12. Januar 1978               |
| STERBEORT        | München                       |